# Камол Худжанді

Пам'ятник Камолу Худжанді в Худжанді

Камо́л Худжанді́ (тадж. Камоли Хуҷандӣ, перс. کمال خجندی; ? — між 1391 і 1400) — таджицький середньовічний поет-лірик.

## З життєпису та доробку
Камол Худжанді народився в місті Худжанді (звідки його прізвище Худжанді, тобто «худжандський»).
Більшу частину життя поет прожив, помер і похований у Тебрізі (Іран).
Худжанді писав мовою фарсі.
Камол Худжанді уславився як майстер поетичної форми газелей. Його творчість проникнута суфійськими ідеями.
У 1996 році в рідному місті поета — таджицькому місті Худжанді поетові був встановлений пам'ятник.